# 實川純一
實川 純一（じつかわ じゅんいち、1985年5月2日 - ）は、地方競馬の船橋競馬場佐々木功厩舎所属の騎手。地方競馬教養センター騎手課程第78期生。実父實川福一は船橋競馬出川龍一厩舎の厩務員。

## 来歴
2003年9月29日付けで地方競馬騎手免許を取得し、出川龍一厩舎からデビュー。同年11月6日、船橋競馬第2競走の2歳条件戦（22万円以下）リッショウボサツで初騎乗（9頭立て9番人気9着）。翌2004年3月23日、船橋競馬第2競走（C3三組条件戦）で3番人気エキシビジョンに騎乗し、47戦目で初勝利を挙げた。
2009年3月22日から9月21日までの予定で高知競馬場で期間限定騎乗を行った。現地では雑賀正光厩舎に所属。初騎乗（3月22日第1競走イルトロヴァトーレ）での初勝利を含めて16勝を挙げた。
2010年2月4日付けで出川龍一厩舎から佐々木功厩舎へ所属が変更された。
地方通算成績は934戦34勝・2着50回・3着59回・勝率3.6%・連対率9.0%（2011年12月31日現在）。